# Operation London Bridge

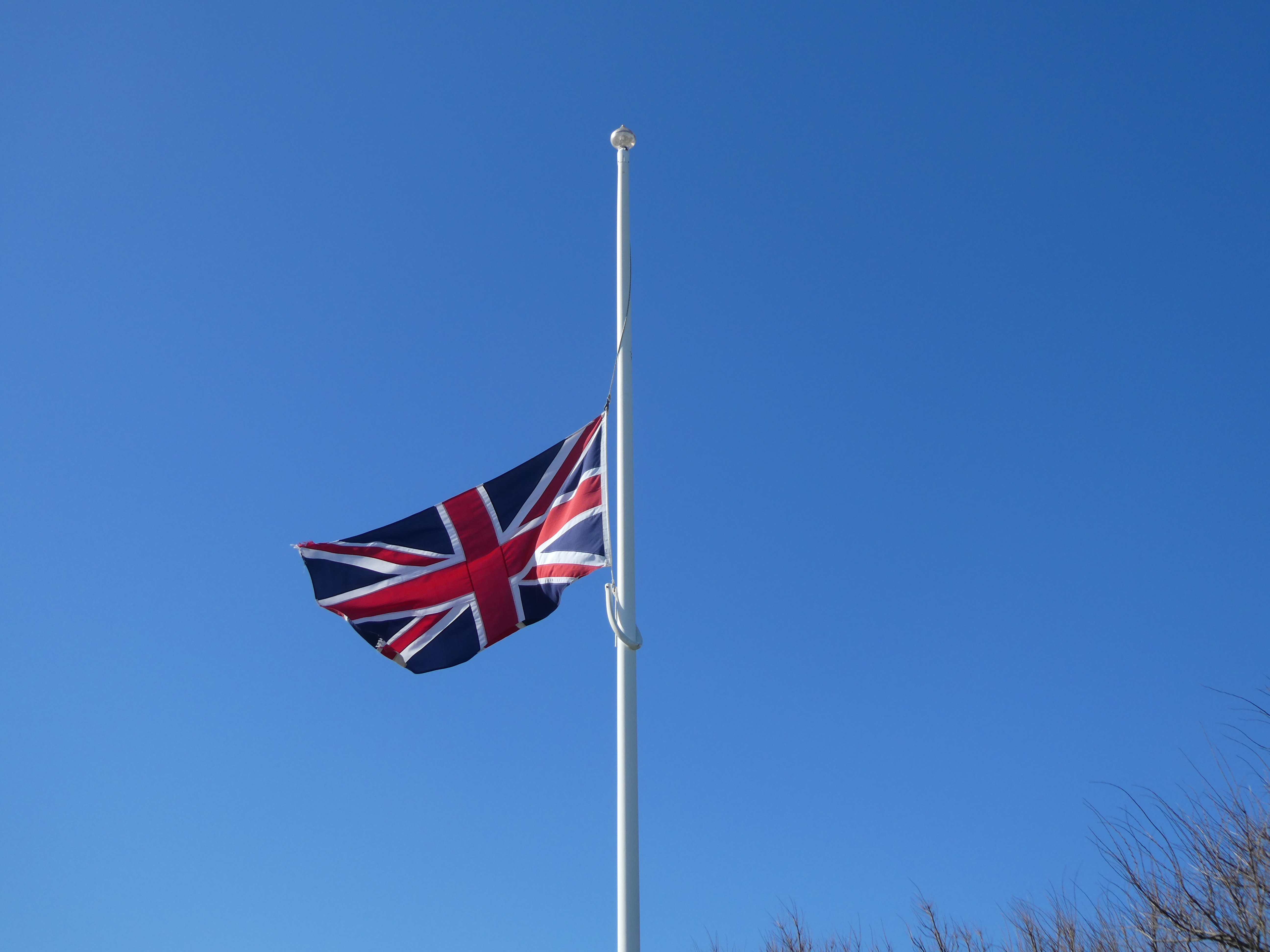
Zeichen der Trauer: Der Union Jack auf halbmast

Operation London Bridge war der Codename des Plans, der die Angelegenheiten nach dem Tod von Königin Elisabeth II. regelte. Der Plan entstand ursprünglich in den 1960er Jahren und wurde zu Lebzeiten von Elisabeth II. mehrmals überarbeitet. Er umfasste Aktivitäten der Regierung, des Metropolitan Police Service, der britischen Streitkräfte, der Church of England und der königlichen Parks in London. Einige Schlüsselentscheidungen des Plans kamen von der Königin persönlich, andere wurden erst von ihrem Nachfolger getroffen. Mit dem Satz „London Bridge is down“ wurde der Tod Elisabeths der Premierministerin Liz Truss verkündet. Der Satz ist eine Anspielung auf den mehrdeutigen englischen Kinderreim London Bridge is Falling Down und bedeutet auf Deutsch so viel wie: „Die London Bridge ist zusammengebrochen.“
Zusätzlich wurde für den Fall eines Todes der Königin in Schottland die Operation Unicorn vorbereitet.
Operation London Bridge und Operation Unicorn wurden am 8. September 2022 durch den Tod der Queen auf Balmoral Castle ausgelöst.
Im September 2022 wurde mit den Vorbereitungen für die Operation Menai Bridge begonnen, benannt nach der Menai Suspension Bridge, die das Vorgehen beim Tod von Charles III. regelt.

## Ablauf

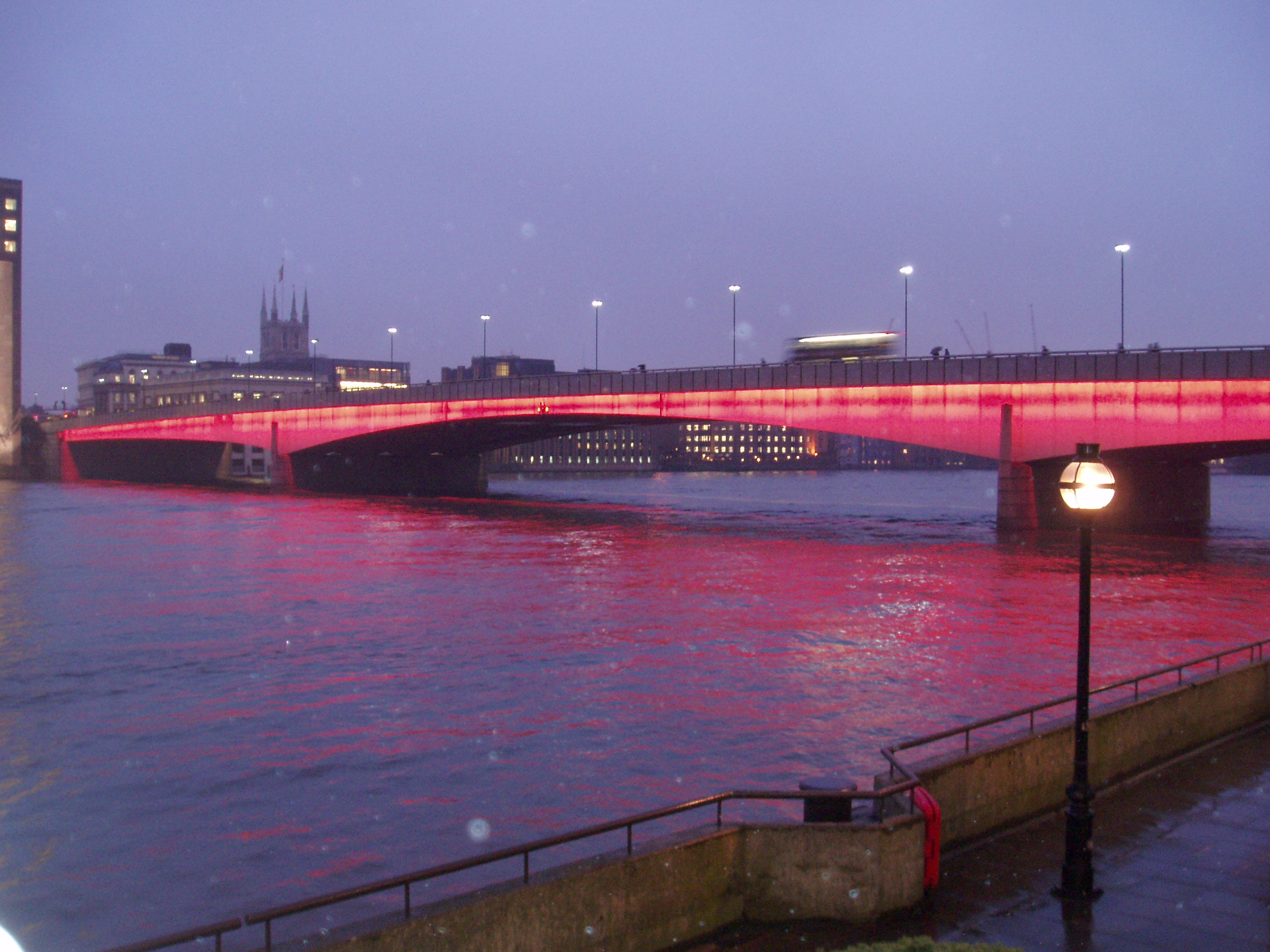
Die namensgebende London Bridge

Sir Edward Young, seit 2017 Privatsekretär der Königin, nahm eine Schlüsselstellung in der Operation London Bridge ein. Er kontaktierte die amtierende Premierministerin über eine gesicherte Telefonleitung und informierte sie mit den Worten „London Bridge is down“ über den Tod der Königin, im Anschluss informierte das Außenministerium die 52 Regierungen der Staaten des Commonwealth.
Danach wurden die Medien informiert: die BBC durch das Radio Alert Transmission System (RATS) und die meisten privaten Radiosender durch sogenannte obit lights (blaue Signalleuchten), die den Tod eines Mitgliedes der königlichen Familie oder auch anderer nationaler Berühmtheiten verkünden. Zusätzlich gab es Pressemitteilungen von PA Media (früher Press Association). Richtlinien dazu hielten Mitarbeiter zum Spielen „nicht anstößiger Musik“ sowie dazu an, einen Nachrichtenblock anzukündigen. Laut dem Guardian hatte die Times bereits eine elftägige Berichterstattung vorbereitet, ITN und Sky News hätten lange im Voraus Exklusivverträge mit Königshaus-Experten abgeschlossen.
Zusätzlich unterbrachen sämtliche BBC-Fernseh- und Hörfunkprogramme unverzüglich einen Tag lang ihr Programm und übernahmen stattdessen durchgehend die Sendungen bzw. den Ton des Fernsehsenders BBC News. Der Auslandsdienst BBC World Service war davon ausgenommen.
Ein Diener brachte am Buckingham-Palast eine schwarz umrandete Todesanzeige an. Die Website der Regierung sowie die der Royal Family und alle Social-Media-Kanäle zeigen ein schwarzes Banner. Zehn Minuten nach Bekanntmachung des Todes war die Trauerbeflaggung der britischen Monarchie vollzogen. Nicht auf halbmast steht die Royal Standard, als Symbol der Institution Monarchie. Das Parlament trat zusammen, und zwei Tage nach dem Tod proklamierte der Accession Council Charles III. zum König. Am Abend des folgenden Tages trat das Parlament erneut zusammen und schwor dem König die Treue.
Das Staatsbegräbnis sollte zehn Tage nach dem Tod der Königin in der Westminster Abbey stattfinden; danach würde ihr Sarg in der St.-Georgs-Kapelle von Windsor Castle beigesetzt. Der ursprüngliche Plan wurde um einen Tag verschoben, weil der Tod der Königin erst am Abend des 8. September 2022 verkündet worden war.